# Meal, Ready-to-Eat

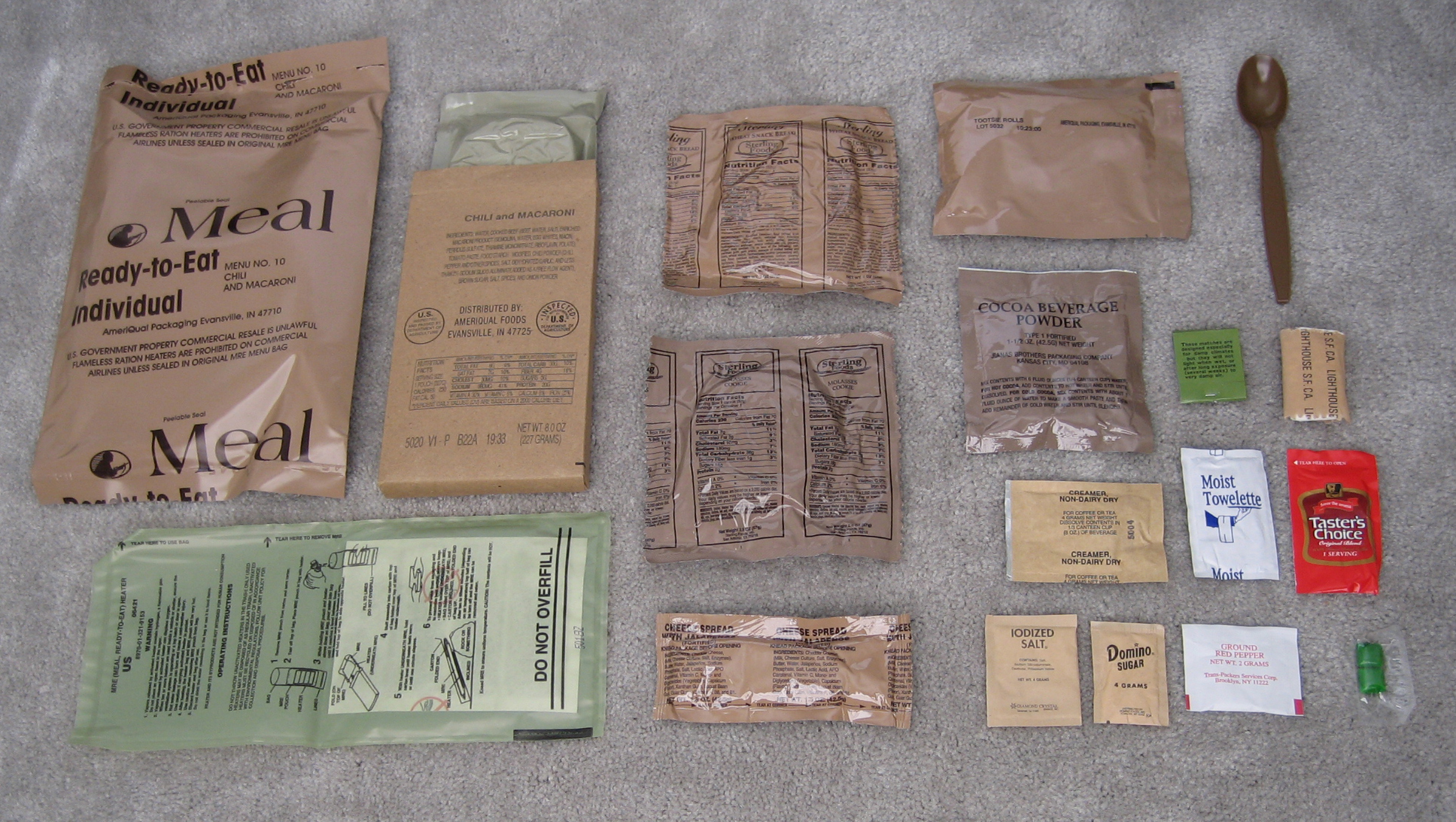
Meal, Ready-to-Eat (MRE).

Meal, Ready-to-Eat (MRE) (en Inglés: Comida, lista para comer) es una comida preparada, completamente cocinada, lista para comer y empaquetada en un envase pequeño y ligero, denominado sobre retorta, producida para las Fuerzas Armadas de los Estados Unidos, especialmente para los soldados en batalla, donde no existen cocinas disponibles. Reemplazaron a las raciones C a principios de la década de 1980.
Las MRE fueron adoptadas como la nueva ración de combate por el Departamento de Defensa de los Estados Unidos en 1975. Las pruebas de producción a gran escala comenzaron en 1978 y las primeras entregas (la MRE I) en 1981. También son usadas en varios ejércitos del mundo, con diferentes nombres.

## Funcionamiento

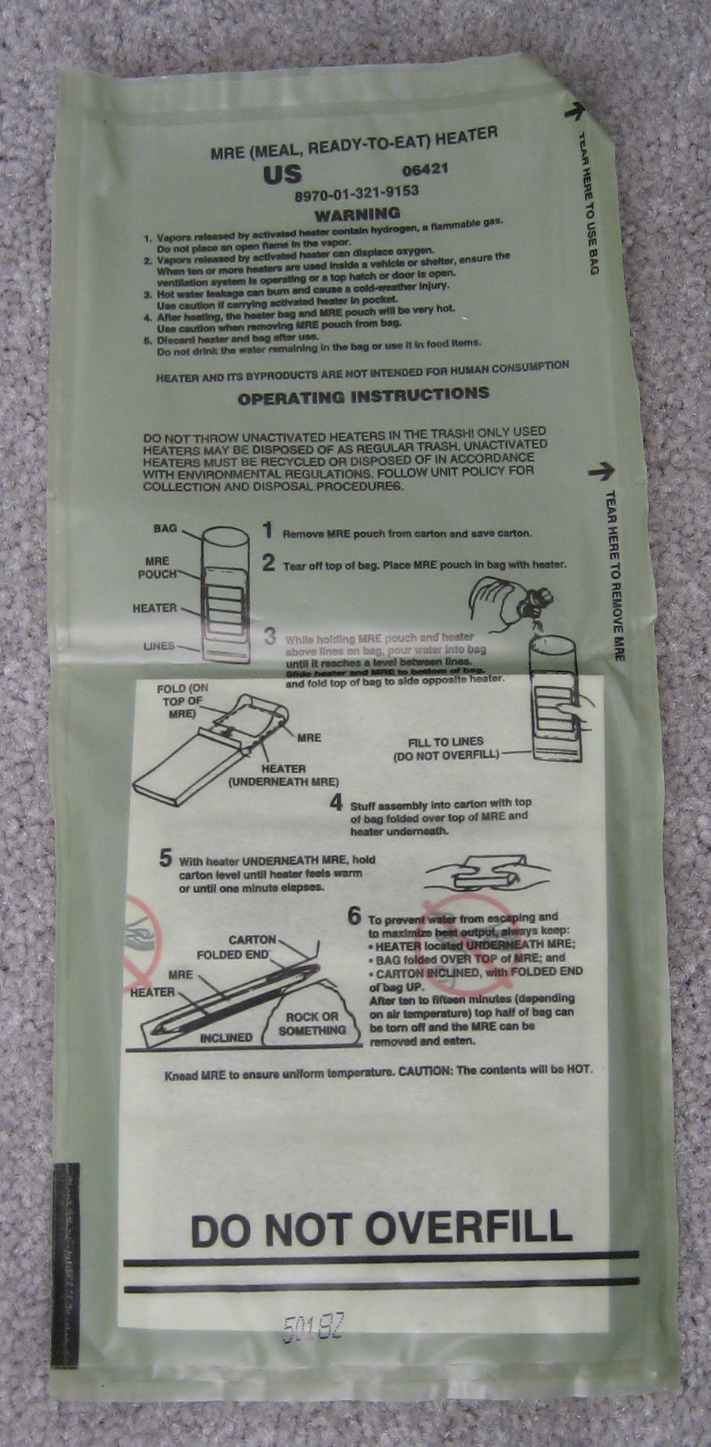
Calentador de ración sin llama.